# El Manglar
El Manglar fue una revista de historietas e ilustración editada por Dibbuks entre 2007 y 2010, codirigida por Manuel Bartual (quien también estuvo a cargo de su diseño) y Ricardo Esteban. Contó con distribución en quioscos de Madrid y Barcelona y en librerías especializadas de toda España.

## Trayectoria

### Primera etapa
El primer número salió a la venta la primera quincena del mes de enero de 2007 con la vocación de recuperar el quiosco para las revistas de historietas, después de su debacle a mediados de los años 80. Según sus responsables, también pretendía servir de plataforma a los nuevos valores del país. Recogía así obras de José Luis Agreda, Manuel Castaño y Manuel Bartual (Con amigos como estos), Enrique Bonet, Sergio Córdoba, Mauro Entrialgo, Manel Fontdevila y Carlos Vermut, pero también de autores foráneos, como Emile Bravo, Eric Omond y Yoann, Frederik Peeters, Julien y Mo/CDM, Lindingre y Manu Larcenet. Su estructura y diseño remitía a la revista francesa "Fluide Glacial".
En su tercer número, incorporó historietas cortas de la serie El Vecino, de Santiago García y Pepo Pérez.
Ese mismo año obtenía los galardones a la mejor revista otorgados por el Salón del Cómic de Barcelona y el Diario de Avisos.
En abril de 2008, Ricardo Estaban reconocía que la falta de ventas en quioscos, los costes de publicidad y la falta de apoyo institucional dificultaban su supervivencia.

### Segunda etapa
"El Manglar" reapareció en el verano de 2008, centrándose ya en las librerías especializadas. En este su séptimo número, se iniciaron series como Diox de Borja Crespo y Chema García, La prisión portátil de Paco Alcázar, Tú me has matado de David Sánchez y Zorgo de Luis Bustos.
Se estrenaban luego Héroe de domingo de Lorenzo Gómez en su número ocho y Relatos de Mundo Tocino de Rubén Fdez. en el noveno, además de incorporarse Carlos de Diego.
En noviembre de 2009, con su número 11, se sustituye la grapa por la encuadernación con lomo, aumentándose el número de páginas hasta llegar a 100. Se inician además las series Los robinsones del espacio de Luis Bustos, Una ciudad, cualquier ciudad de Esteban Hernández y Carretera bastarda (Bastard Road en el original) de Dave Curd y Brian Winkeler. A mediados de 2010 se publicó un número 12 en este mismo formato, que se convirtió en la última entrega de la revista.

## Valoración
Para el crítico Álvaro Pons, "El Manglar" ha demostrado que es imposible recuperar el quiosco como canal de distribución para las revistas de cómic, pero se mantiene como una publicación de calidad y necesaria para el desarrollo de los nuevos autores españoles.